# Humppa
Humppa je glasbena zvrst iz Finske. Povezan je z jazzom in zelo hitrim fokstrotom. Značilna hitrost je 250 do 280 udarcev na minuto.